# 米德縣 (堪薩斯州)
米德縣（英語：Meade County，縮寫ME）是美国堪薩斯州西南部的一個郡，南鄰奧克拉荷馬州，面積2,531平方公里。根据2020年美國人口普查，共有人口4,055人。縣治米德（Meade）。該縣成立於1873年3月6日，1883年2月21日被撤銷，1885年3月7日復設，同年11月4日縣政府成立；縣名紀念在蓋茨堡之役中擊敗羅伯特·李的乔治·米德將軍。